# Pentanine
Albums de Gong
Acid motherhood
(2004) I Am Your Egg
(2005)
Pentanine est le 8e et dernier album studio du Pierre Moerlen's Gong sorti en 2004 avant le décès de Pierre Moerlen survenu en Mai 2005. Il fut enregistré en 2002 à St Petersbourg avec une nouvelle mouture du groupe, constituée de musiciens russes.

## Liste des titres
| No  | Titre               | Durée |
| --- | ------------------- | ----- |
| 1.  | Flyin' High         | 5:49  |
| 2.  | Airway to Seven     | 4:37  |
| 3.  | Pentanine (Part I)  | 3:28  |
| 4.  | Au Chalet           | 4:04  |
| 5.  | Trip à la Mode      | 4:49  |
| 6.  | Réminiscence        | 6:46  |
| 7.  | Interlude           | 0:40  |
| 8.  | Classique           | 7:12  |
| 9.  | Lacheur             | 6:11  |
| 10. | Bleu Nuit           | 3:54  |
| 11. | Pentanine (Part II) | 2:11  |
| 12. | Montagnes Russes    | 7:04  |
| 13. | Troyka              | 4:33  |

## Musiciens
- Pierre Moerlen : batterie, vibraphone, xylophone, programmations
- Meehail Ogorodov : claviers, percussions, voix "subaquatique"
- Arkady Kuznetsov : guitare électrique
- Alexei Pleschunov : basse
- Alexander Lutsky : trompette sur (12)